# الکساندرا میروسلاو
الکساندرا (اولا) میروسلاو (زاده ۲ فوریه ۱۹۹۴) یک سرباز لهستانی و کوهنورد در بخش سرعت است. او دو بار قهرمان جهان سرعت زنان و همچنین دارنده رکورد جهانی سنگنوردی سرعت مسابقات زنان است. میروسلاو مدال طلای المپیک تابستانی ۲۰۲۴ را در رشته سنگ نوردی سرعت به دست آورد و اولین قهرمان المپیک در این رشته شد.

## اوایل زندگی
میروسلاو اصالتا اهل لوبلین لهستان است. او در سن هفت سالگی ورزش را آغاز کرد و در ابتدا شنا را دنبال کرد. او در سال ۲۰۰۷ تحت تأثیر خواهر بزرگترش مالگورزاتا قرار گرفت و به صخره نوردی سرعتی روی آورد. 

## مسابقات سنگ نوردی
او که به عنوان الکساندرا رودزینسکا در مسابقات رقابت می کرد، مدال برنز قهرمانی جهان در رشته صعود سرعتی زنان را در مسابقات جهانی سنگنوردی سال ۲۰۱۴ در گیخون، اسپانیا به دست آورد.  او در سپتامبر ۲۰۱۸ در مسابقات جهانی سنگنوردی ۲۰۱۸ در اینسبروک قهرمان جهان سنگنوردی در بخش صعود سرعت زنان شد. 
در سال بعد میروسلاو از عنوان قهرمانی خود در این مسابقات دفاع کرد و یک سال بعد دومین مدال طلای جهانی سنگنوردی در بخش سرعت زنان خود را در مسابقات جهانی سنگنوردی ۲۰۱۹ در هاچیوجی ژاپن به دست آورد.   در طول همین رقابت ها، میروسلاو به فینال مسابقات بخش ترکیبی نیز راه یافت و برای حضور در المپیک ۲۰۲۰ واجد شرایط شد.  او همچنین برنده دو مرحله جام جهانی سنگنوردی در بخش صعود سرعت نیز شده است، در شامونی
در ۲۷ می ۲۰۲۲ در  دور دوم مقدماتی جام جهانی سنگنوردی آی‌اف‌اس‌‌سی در سالت لیک سیتی، یوتا، ایالات متحده، او رکورد قبلی خود در بخش صعود سرعتی جهان را با زمان ۶.۵۳ ثانیه شکست. 
در ۱۵ سپتامبر ۲۰۲۳، میروسلاو در مسابقات انتخابی اروپا، به المپیک ۲۰۲۴ پاریس راه یافت.  او در مرحله مقدماتی این مسابقات نیز رکورد جدید جهانی ۶.۲۴ ثانیه را به نام خود ثبت کرد. 